# Carlos Iglesias Serrano
Carlos Iglesias Serrano (Madrid, 15 de juliol de 1955) és un actor, director de cinema i guionista espanyol. És especialment conegut per haver interpretat el paper de Benito Lopera en la sèrie "Manos a la obra" (Antena 3, 1998 - 2001), posteriorment en la seva seqüela Manolo i Benito Corporeision 2006 - 2007) i per ser director i protagonista de la pel·lícula Un franco, 14 pesetas .

## Biografia
Els seus pares van emigrar de Quintanar de l'Orden, Toledo a Suïssa, on Carlos va viure fins als 13 anys. A aquesta edat es va traslladar a Madrid i Alacant.
Es va convertir en actor després de substituir un company malalt en un grup de teatre independent, a continuació va passar a estudiar a la Real Escuela Superior de Arte Dramático (RESAD).
Tot i que es va donar a conèixer en Esta noche cruzamos el Mississippi (Telecinco) -on interpretava a Pepelu-, després, va interpretar el paper que li ha reportat més fama, el de Benito Lopera Perrote, «introductor del gotelé en aquest país» -Espanya- en la sèrie de comèdia espanyola Manos a la obra (Antena 3), sèrie que va arribar a tenir dades d'audiència superiors als sis milions d'espectadors.
És, a més a més, director de l'exitosa pel·lícula Un franco, 14 pesetas (2006), relat autobiogràfic sobre un grup d'espanyols que emigren a Suïssa, que li va valer una nominació al Premi Goya com a millor director novell; i de Ispansi (Españoles!) (2011), que narra l'enviament de milers de nens a la Unió Soviètica al començament de la guerra civil espanyola.
En 2014 va estrenar 2 francos, 40 pessetes, segona part de la seua opera prima amb la qual va tancar la seva trilogia sobre la vida dels emigrants espanyols.

## Filmografia[4]

### Televisió
- Versión española, La 2, 16 abr 2017, amb motiu de l'emissió de: Ispansi (Españoles).
- B&b, de boca en boca, César. (Telecinco, 2014)
- Las chicas de oro .... veí d'Adelfas. (La 1, 2010)
- Manolo y Benito Corporeision (seqüela de Manos a la obra) .... Benito Lopera Perrote. (Antena 3, 2006-2007)
- El club de la comedia, varias participacions. (Antena 3, 2004)
- Los 80, personatge capitular. (Telecinco, 2004)
- Cuéntame cómo pasó, capítulo 80, dir. Sergio Cabrera. (La 1, 2004)
- Pares y Nines, obra d'Estudio 1. (La 1, 2004)
- Haz el humor y no la guerra, dedicado a Miguel Gila. (2003)
- Paraíso, dir. Jesús Rodríguez (capitular). (La 1, 2003)
- 7 vidas, personatge episòdic. (Telecinco, 2002)
- Manos a la obra, Benito Lopera Perrote. (Antena 3, 1998-2001)
- Blasco Ibáñez, la novela de su vida, de Luis García Berlanga. (TVE, 1996)
- Éste es mi barrio, de Vicente Escrivá. (Antena 3, 1996)
- Esta noche cruzamos el Mississippi, Pepelu. (Telecinco, 1995)
- Estamos todos locos, de Pepe Navarro. (Antena 3, 1994)
- El sexólogo, de Mariano Ozores. (La 1, 1994)
- Todo va bien, de Pepe Navarro. (Antena 3, 1993-1994)
- ¡Vivir vivir, qué bonito!, de Pepe Navarro. (Antena 3, 1992-1993)
- La forja de un rebelde, de Mario Camus. (La 1, 1990)
- Los mundos de Yupi. (La 1, 1987)
- Goya, de José Ramón Larraz. (1985)
- Fragmentos de interior, de Francisco Abad.

### Teatre
- La Suite Nupcial, de Carlos Iglesias. Dir. Sigfrid Monleón. (2016)
- Arte (1998)
- Las galas del difunto, de Valle Inclán. Dir. Francisco Muñoz. (1992)
- Ella, de Jean Genet. Dir. Ángel Facio. (1990/91)
- El castillo de Lindabrindis. Dir. Juan Pastor. (1989)
- El público, de Federico García Lorca. Dir. Lluís Pasqual. (1987)
- La muerte alegre, de Nicolás Evreinov. Dir. Heine Mix Toro. (1986)
- Calidoscopios y faros de hoy, de Sergi Belbel Dir. J. J. Granda. (1986)
- Pablo Iglesias, de Lauro Olmo. Dir. Luis Balaguer. (1983)
- Los cuernos de Don Friolera, de Valle-Inclán. Dir. J. J. Granda. (1983)
- Sueño de libertad, Compañía Le Miroir Magique de Bruselas. (1983)
- El retablo de Maese Pedro, de Manuel de Falla. Dir. Rafael P. Sierra. (1982)
- Arlequín, servidor de dos amos, de Goldoni. Dir. Ángel Gutiérrez. (1982)
- Polinka, d'Anton Txèkhov. Dir. Ángel Gutiérrez. (1982)
- Justo antes de la guerra con los esquimales, de JD Salinger. (1982)
- Prometeo (previsor) mal te sienta ese nombre. (1979)
- Tirant lo Blanc, Companyia de Teatre d'Alacant.

### Cinema
- Abuelos (2018) 2 Francos, 40 Pesetas (2014)
- La venta del paraíso (2012)
- Los muertos no se tocan, nene (2011).
- Ispansi (Españoles) (2011).
- Un franco, 14 Pesetas (2006).
- Sinfín (2005).
- Torrente 3 (2005).
- Ninette (2005).
- El caballero Don Quijote (2002).
- Siempre felices[5] (1991)
- Dragon Rapide (1986).
- El caso Almería (1984).
- Heart-Attack.
- El bolso.
- Malasaña.

## Premis
- Premi al millor actor de repartiment en ADIRCE (Assemblea de Directors Cinematogràfics Espanyols).
- Nominat al millor actor revelació en la XVIII edició dels Premis Goya (2003).
- Nominat al Premi Goya al millor director novell per Un Franco, 14 pessetes (2006).